# Mick Taylor
Mick Taylor (eredeti nevén Michael Kevin Taylor; (Welwyn Garden City, Anglia, 1949. január 17. –) angol zenész, a The Rolling Stones egykori szólógitárosaként lett ismert.

## Életpályája
Mick Taylor egy angliai kisvárosban, Hatfield-ben nőtt fel, 9 évesen kezdett gitározni. Eleinte az iskolatársaival alakított zenekarokban játszott, majd The Juniors (vagy The Strangers) néven kezdtek koncerteket adni. Innen egyenes út vezetett a TV-beli szerepléshez, és egy kislemezt is kiadtak. A zenekar egyik tagja összeszedett egy új együttest, a The Gods-ot, amelyben Taylor mellett többek között Ken Hensley is helyet kapott. 1966-ban a The Gods vezette fel a világhírű supergroupot, a Creamet, a Starlite Ballroomon, a Wembley Stadionban. Taylort ekkora már csodagyerekként tartották számon, és mielőtt betöltötte volna a 18-at, már együtt játszott, turnézott, és szerepelt stúdiókban John Mayall-lel a John Mayall & the Bluesbreakers-ben. Taylor közben egyedülálló, érzelmes gitárjátékával következetesen fejlődött a blues és a rock ‘n roll irányába.

## A Rolling Stonesszal
Mick Jagger és Keith Richards új gitárost keresett 1969-ben az Észak-Amerikai turnéjukhoz (akkoriban a The Rolling Stones már 3 éve nem turnézott), mivel a Stones egyik alapító tagját, Brian Jonest nem vehették számításba drogproblémái miatt. A drogszenvedélye miatt a szétesett Jones eltávolodott a zenekartól, és már csak hátráltatta a The Rolling Stones-t, koncertezni sem tudtak Briannel. Jones távozott a zenekarból, majd néhány hétre rá, 1969-ben holtan találták a háza medencéjében. Miképp fulladt vízbe, máig nem tisztázott.
Jagger állítólag nem akart meghallgatást tartani, és a folyamat, mely útján Taylor Stone lett, jelentősen eltér attól, ahogyan 5 évvel később Ronnie Wood csatlakozott. Jagger egyszerűen megkérdezte John Mayall-t, hogy kit tanácsolna Brian helyére. Ő Mick Taylort ajánlotta, és Jagger meghívta Micket egy próbára. Taylor megérkezett és azt gondolta, hogy csak valamilyen stúdiómunkára hívta őt a Rolling Stones, de utána rájött, hogy ez egy meghallgatás, mivel egy új gitárost kerestek. Taylorral felvették a „Live with me”-t, és a „Country Honk”-ot, melyek később a Let It Bleed-en jelentek meg. Tetszett Richardsnak Taylor játéka, és Jagger csak ennyit mondott neki: Találkozunk holnap. A Honky Tonk gitártémája inspirálta Taylort, mikor megalkotta a „Country Honk” riffjét, és a Stones-szal együtt újravették a „Honky Tonk Woman”-t. A legenda szerint a Honky Tonk Woman-ben Brian is gitározott, így ez az egyetlen szám, melyen Taylor és Jones együtt játszik. De ez legenda, valójában nem igaz. Igazából Brian Jones utoljára 1968 júniusában működött közre stúdióban a Stones-szal együtt. Ezután már csak a „You Got The Silver”-höz járult hozzá autoharp-on.

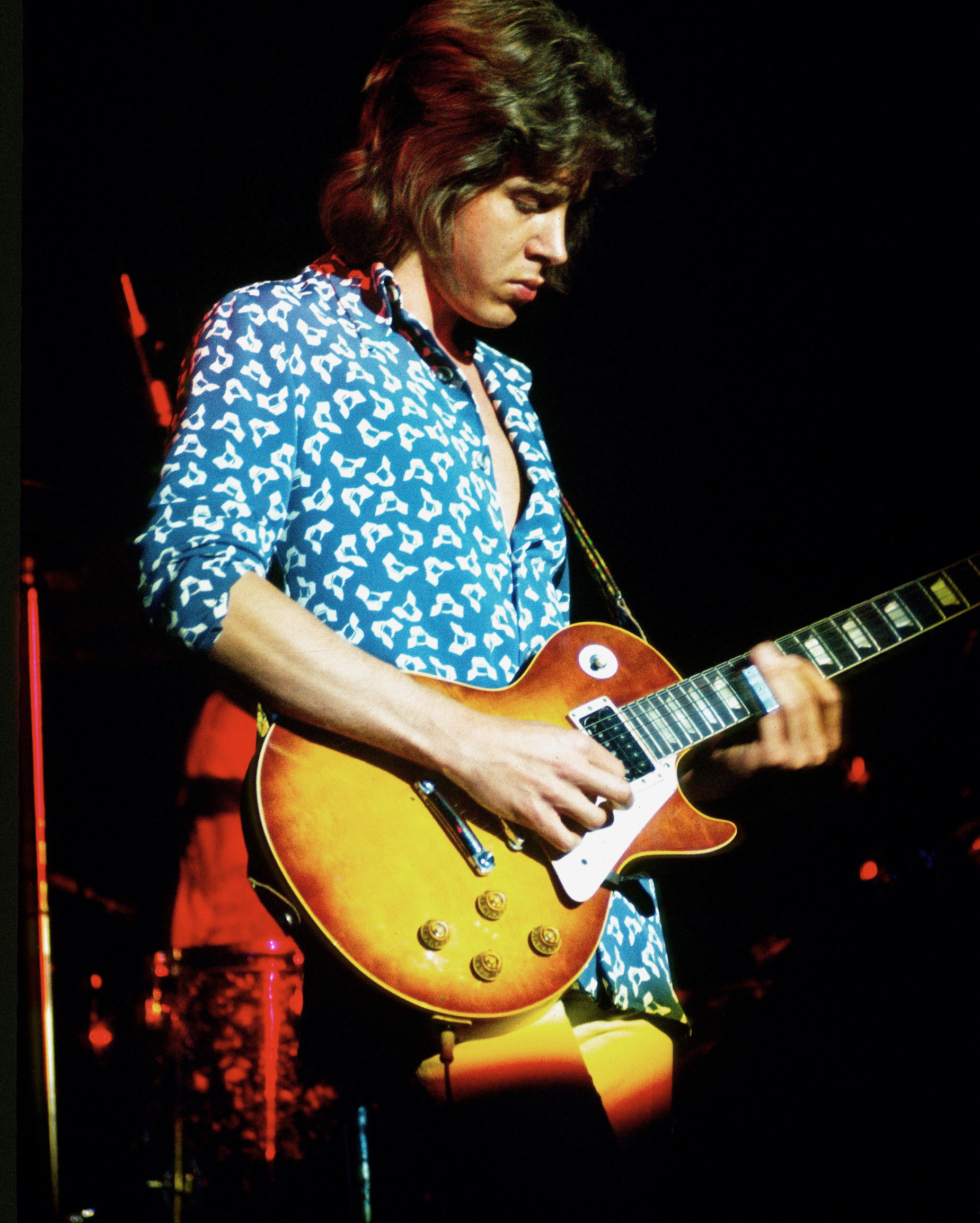
Mick Taylor 1972-ben

A “Kicsi Mick”-ként volt ismert az együttesen belül. Taylor részt vett az 1970-ben kiadott koncertalbumon, a Get YerYa-Yas Out!-on, melyet még 1969-ben, a Madison Square Garden-i koncerten rögzítettek, egy héttel az altamonti tragédia előtt. A Stones Taylorral még 4 stúdióalbumot adott ki: Sticky Fingers, Exile on Main Street, Goat’s Head Soup, és az It’s Only Rock and Roll. Az olyan dalokkal, mint pl: „Jiving Sister Fancy”, „Sway”, „Can't You Hear Me Knocking”, „Moonlight Mile”, „All Down the Line”, „Shine a Light”, „Stop breaking Down”, „100 Years Ago”, „Winter”, „Time Waits for No One” és a „Fingerprint File” jól bizonyítják, hogy Mick Taylor mekkora tudású és jelentőségű gitáros volt a Stones-ban eltöltött 5 éve alatt. Mick Taylor művészileg az Exile on Main Street-en, az 1972-es amerikai, és az 1973-as európai turnén teljesedett ki. A zenekarban egyértelműen alárendelt szerepet játszó Mick Taylor nagyobb részt akart a Stones által összekeresett pénzből, és ez konfliktusokhoz vezetett, melynek végén elhagyta az együttest. Mick Taylor koncerteken játszott gitártémái rossz minőségű bootlegeken maradtak fent az utókor számára.
Taylor a kilépés előtt még részt vett egy stúdiófelvételen Nyugat-Németországban, Münchenben. A session után egy partyn odament Jagger-hez, és közölte vele, hogy kilép az együttesből, majd kisétált a buliról. Mick és Keith is kétségbeesett, mikor megtudták, hogy távozik. Jagger 1995-ben, egy Rolling Stone-beli interjúban beismerte, hogy a Stones zeneileg a Mick Taylor-os korszakban volt a csúcson. Jagger azt is mondta, hogy Taylor sose mondta nekik el, hogy mért távozott: „(Taylor) szólókarrierre vágyott. Szerintem úgy érezte, hogy Keith mellett nehezen tudna érvényesülni.” Mick Taylor a későbbiekben még feltűnik Keith Richards első szólólemezén, a Talk is Cheap-en az „I Could Have Stood You Up”-ban. Együtt játszik a Stones-szal 1981. december 14-én a Kansas City-beli Arrowhead Stadium-ben. 1986. december 28-án Keith-szel lépnek fel egy színpadon egy New York-i klubban. Elvileg a “Key to the Highway”-t és a „Can't You Hear Me Knocking”-t játszották, bár ezekre Richards nem emlékszik tisztán. Mikor a Stones 1989-ben bekerült a Rock and Roll Hall of Fame-be, Mick Taylor is részt vett a Stones-szal az ünnepségen.
Mick Taylor és Keith Richards tökéletesen kiegészítették egymást színpadon és a felvételeken, kettejük játéka együtt briliáns volt. Richards szaggatott, reszelős ritmusgitározása keveredett Taylor felejthetetlen, lágy dallamos játékával, azonban Mick gitározása túl domináns volt Keith-szel szemben. Richards-t zavarta, hogy Mick Taylor volt a vezető gitáros, és az is tény, hogy Jagger és Taylor nagyon jól tudott együtt dolgozni, mikor Richards nem volt jelen, és ez későbbiekben befolyásolta a kapcsolatukat. Mikor Keith hiányzott (Richards néha a drogok miatt olyan állapotban volt, hogy nem tudott a stúdióban lenni), Jagger és Taylor olyan dalokat rögzített, mint a "Sway", "Moonlight Mile" és a "Winter". Taylor egyre többet elégedetlenkedett, hogy már hosszú ideje  a zenekar tagja, és mégis alárendelt szerepet játszik. Az egyetlen dal, melyen dalszerzőként elismerték, az "Ventilator Blues" (Jagger/Richards/Taylor) volt az Exile on Main Street-ről. Más daloknál, mint például a “Moonlight Mile”, nem ismerték el szerzőként. Feltűnik még az 1981-es Tattoo You-n is, azokban a dalokban, melyek akkor születtek, mikor még a Stones tagja volt.
Taylort a Stones csak egyszer ismerte el dalszerzőként, és ez késztette őt a zenekar elhagyására. Az Exile on Main Street felvételei alatt Dél-Franciaországban Taylor ráállt a heroinra, és már ekkor mondogatta egyes embereknek, hogy kilép az együttesből. Az is jelentős tényező volt távozásában, hogy az 1973-as európai turné után úgy tűnt, hogy a Stones nem marad sokáig egyben. Keith Richards egyre drogfüggőbb lett, úgy tűnt, hogy a zenekar összeomlik. Taylor megunta az együttes életvitelét, és felesége is, Rose, arra ösztönözte, hogy kezdjen szólókarrierbe. Ha figyelembe vesszük azt, hogy a világ egyik legjobb szólógitárosa volt, rá is várhatott volna egy Eric Claptonéhoz hasonló szólókarrier.

## Diszkográfiája

### AJohn Mayall's Bluesbreakersszel
- Crusade (Decca, 1967/LP; 1987/CD)
- The Diary of A Band, Volumes 1 & 2 (Decca, 1968/2LP; 2007/2CD)
- Bare Wires (Decca, 1968/LP; 1988/CD)
- Blues from Laurel Canyon (Decca, 1968/LP; 1989/CD)
- Back to the Roots (Polydor, 1971/LP; 2001/2CD)
- Primal Solos (Decca, 1977/LP; 1990/CD) – selection of live recordings 1965 (with Eric Clapton), and 1968 (with Mick Taylor)
- Return of the Bluesbreakers (AIM, 1985/LP; 1993/CD)
- Wake Up Call (Silvertone, 1993/CD)
- The 1982 Reunion Concert (Repertoire, 1994/CD) – with John Mayall, John McVie, and Colin Allen
- Silver Tones: The Best of John Mayall & The Bluesbreakers (Silvertone, 1998/CD)
- Along For The Ride (Eagle, 2001/CD)
- Rolling With The Blues (Recall, 2005/2CD) – selection of live recordings 1972, 1973, 1980, and 1982
- Essentially John Mayall (Eagle, 2007/5-CD box set)

### A Rolling Stonesszal
- Through the Past, Darkly (Decca, 1969) – (compilation) UK/US #2

Taylor plays on "Honky Tonk Women"
- Let It Bleed (Decca, 1969) – UK #1 / US #3

Taylor plays on "Country Honk" and "Live With Me"
- Live'r Than You'l Ever Be (?, 1969) – bootleg, certified Gold Album
- Get Yer Ya-Ya's Out! (Decca, 1970) – UK #1 / US #6
- Sticky Fingers (Rolling Stones Records, 1971) – UK/US #1
- Gimme Shelter (Decca, 1971) – (compilation) UK #19
- Hot Rocks 1964–1971 (Abkco Records, 1972) – (compilation) UK #3 / US #4
- Exile on Main St. (Rolling Stones Records, 1972) – UK/US #1
- Rock'n'Rolling Stones (Decca, 1972) – (compilation) UK #41
- Goats Head Soup (Rolling Stones Records, 1973) – UK/US #1
- It's Only Rock 'n Roll (Rolling Stones Records, 1974) – UK #2 / US #1
- Made in the Shade (Rolling Stones Records, 1975) – (compilation) UK #14 / US #6
- Metamorphosis (Abkco Records, 1975) – UK #45 / US #8

Taylor plays on "I Don't Know Why" and "Jiving Sister Fanny".
- Rolled Gold: The Very Best of the Rolling Stones (Decca, 1975) – (compilation) UK #7
- Get Stoned (30 Greatest Hits) (ARCADE, 1977) – (compilation) UK #8
- Sucking in the Seventies (Rolling Stones Records, 1981) – (compilation)US #15
- Tattoo You (Rolling Stones Records, 1981) – UK #2 / US #1

Taylor plays on "Tops" and "Waiting on a Friend", both tracks recorded in 1972 during the Goats Head Soup sessions.
- In Concert (Rolling Stones album) (LONDON, 1982) – (live compilation) UK #94
- Story of The Stones (K-tel, 1982) – (compilation) UK #24
- Rewind (Rolling Stones Records, 1984) – (compilation) UK #23 / US #86
- Singles Collection: The London Years. (Abkco Records, 1989) – US #91
- Jump Back: The Best of The Rolling Stones (Rolling Stones Records, 1993) – UK #16 / US #30
- Forty Licks (Rolling Stones Records, 2002) – (compilation) UK/US #2
- Rarities 1971–2003 (Rolling Stones Records, 2005) – US #76

Taylor plays on "Let It Rock" (live 1971) and the 1974 b-side "Through The Lonely Nights".
- Exile On Main St. (Rarities Edition) (Universal Records, 2010) – US #27

Taylor plays on "Pass The Wine (Sophia Loren)", "Plundered My Soul", "I'm Not Signifying", "Loving Cup (Alternate Take)", "Soul Survivor (Alternate Take)" and "Good Time Women".
- Brussels Affair (Rolling Stones Records, 2011) – 1973 live performance
- GRRR! (Rolling Stones Records, 2012) – (compilation) UK #3 / US #19
- Hyde Park Live (Rolling Stones Records, 2013) – (2013 live performance) UK #16 / US #19

Taylor plays guitar on "Midnight Rambler", acoustic guitar and backing vocals on "(I Can't Get No) Satisfaction"
A Rolling Stones egyes tagjaival
- Pay Pack & Follow (Eagle Rock Records, 2001) – John Phillips solo album

from 1973–1979 recording sessions in London aka "Half Stoned" sessions
produced by Mick Jagger and Keith Richards
- I've Got My Own Album to Do (Warner, 1974) – Ronnie Wood solo album
- Now Look (Warner, July 1975) – Ronnie Wood solo album. US #118
- Gimme Some Neck (Columbia, 1979) – Ronnie Wood solo album. US #45
- Talk Is Cheap (BMG, 1988) – Keith Richards solo album. UK #37 / US #24

### Jack Bruce-szal
- Live on the Old Grey Whistle Test (Strange Fruit, 1995) – Több, 1975 és 1981 közötti Old Grey Whistle Test show  anyaga. Taylor 7  felvételen gitározik.
- Live at the Manchester Free Trade Hall (Polydor, 2003) – 2 CD.

### Bob Dylanel
- Infidels (Columbia, 1983) – UK # 9 / US #20
- Real Live (In Europe, 1984) (Columbia, 1984) – UK #54 / US #115
- Empire Burlesque (Columbia, 1985) – UK #11 / US #33
- The Bootleg Series Volumes 1–3 (Rare & Unreleased) 1961–1991 (Columbia, 1991) – UK #32 / US #49

### Carla Olsonnal
- Too Hot For Snakes (?, 1991) – másként Live at the Roxy; includes two Mick Taylor compositions: "Broken Hands" and "Hartley Quits".
- Too Hot For Snakes Plus (Collectors' Choice, 2008) – 2-CD set of the Roxy album plus "You Gotta Move", and a second disc of 13 studio tracks from 1993–2004, including a previously unreleased versions of "Winter" and "Think I'm Goin' Mad" from the Olson-produced Barry Goldberg album Stoned Again.
- Within An Ace (?, 1993) – Taylor performs on 7 of the 10 songs.
- Reap The Whirlwind (?, 1994) – Taylor is featured on 3 tracks.
- The Ring Of Truth (2001) – Taylor plays on 9 of the 12 tracks.

### Szóló diszkográfia
Studióalbumok
- Mick Taylor (1979) US #119 (5 weeks in top 200)
- A Stone's Throw (1998)

Élő albumok
- Stranger in This Town (1990) (produced by Mick Taylor and Phil Colella)
- Arthur's Club-Geneve 1995 (Mick Taylor & Snowy White) (Promo CD/TV Especial)
- Coastin' Home [AKA Live at the 14 Below] (1995) re-issued 2002
- 14 Below (2003)
- Little Red Rooster (2007) recorded live in Hungary during 2001 with the Mick Taylor Band

## Szólókarrierje
Miután Taylor elhagyta a Stonest, Jack Bruce megkérte, hogy alakítsanak Carla Bley-jel együtt egy szupergrupot. Az ellentétes nézőpontok miatt (főleg, hogy különböző személyiségek voltak) egy nagyon rövid európai turné után (beleértve a holland Pinkpop Festivalon való fellépésüket) a zenekar feloszlott, még mielőtt valamilyen stúdióanyagot rögzítettek volna.(2004-ben egy manchesteri koncertet rögzítettek, és végül ezt a felvételt hozták forgalomba CD-n.) 1976 után Taylor valamennyire visszavonult. Néhány felvételen együtt dolgozik John Phillips-szel a Gong's Expresso II-n, majd mikor egy ideje senki se hallott róla semmit, kiadta az első szólólemezét Mick Taylor címen, 5 évvel a Stones elhagyása után. Ha későbbi szólólemezeivel összehasonlítjuk ezt, akkor talán ez a legjobb. Míg a punk és az újhullám hódított, addig Taylor az albumán jazz-t és latinos blues-t játszott. Ilyen körülmények között ezt nem lehetett eladni, Taylor kezdett lemondani nagyszabású ambícióiról. 
Az 1970-es és 1980-as évek alatt a legtöbb ember Taylor nevét még mindig a Stones-szal kapcsolta össze, ő pedig súlyos szenvedélybetegségeitől szenvedett, de ennek ellenére folytatta a szólókarrierjét. John Phillips említette az önéletrajzában, hogy amikor Taylorral egy David Bowie film zenéjében együtt játszott, Taylor és felesége nagyon zárkózott volt. Mindezek ellenére Taylor játszott Phillips második szólófelvételén, a Pay, Pack & Follow-on, Jaggerrel és Richardsszal együtt.
Taylor második legismertebb felvétele talán  Bob Dylannel készült, 1983-ban. Az Infidels című albumon Mick Taylor virtuóz módon gitározott. Taylor egy teljes évtizeden át New Yorkban élt, mikor sötét korszak köszöntött be az életében. Szenvedélybetegségeivel küzdött, majd 1990-ben Los Angelesbe költözött.
Állítólag a felesége, Rose, eladta Mick több gitárját és aranylemezét az 1970-es évek második felében. A pár 1975-ben kelt egybe, majd néhány év múlva elváltak.
Az 1980-as évek végén – az 1990-es évek elején Taylor stúdiókban dolgozott, és  turnézott az USA-ban és Európában a Max Middletonnal(Jeff Beck korábbi zenekara) és Blondie Chaplin-nel (ő most a Stones háttérénekese). 2000-ben kiadott egy új albumot, az "A Stone's Throw"-t.
Napjainkban kis klubokban és színházakban turnézik, fesztiválokon tűnik fel.
1. ↑  https://ultimateclassicrock.com/the-rolling-stones-children/